# Volksunie

Logo der Volksunie

Die Volksunie (Volksunion, kurz: VU) war eine nationalistisch und linksliberal ausgerichtete belgische Partei der flämischen Bevölkerungsgruppe.

## Geschichte
Die VU wurde am 15. Dezember 1954 gegründet. Im Jahr 1978 trennten die radikalen Nationalisten sich von der VU und bildeten später den Vlaams Blok (seit 2004: Vlaams Belang).
Die VU zerfiel im Jahre 2001 in zwei Parteien: die Nieuw-Vlaamse Alliantie und Spirit. Einige ehemalige VU-Politiker haben in anderen Parteien Karriere gemacht, zum Beispiel Bart Somers, der zwischenzeitlich Vorsitzender der flämischen Liberalen VLD war.

## Nachfolgeparteien

### Nieuw-Vlaamse Alliantie
Die N-VA arbeitete von 2003 bis 2008 in einem Kartell mit den Christdemokraten zusammen und wurde bei den Wahlen von 2010 die stärkste politische Kraft Belgiens. Sie vereint linke und rechte politische Gedanken.

### Spirit
Die Spirit-Gruppe arbeitete hingegen anfangs mit den Sozialisten zusammen. Sie benannte sich als Partei mehrmals um und hieß zuletzt Sociaal-Liberale Partij. Ende 2009 ging sie in der Partei der flämischen Grünen (Groen!) auf.

## Parteivorsitzende
| Name                  | Amtszeit (Beginn) | Amtszeit (Ende) |
| --------------------- | ----------------- | --------------- |
| Walter Couvreur       | 1954              | 1955            |
| Frans Van der Elst    | 1955              | 1975            |
| Hugo Schiltz          | 1975              | 1979            |
| Vic Anciaux           | 1979              | 1986            |
| Jaak Gabriëls         | 1986              | 1992            |
| Bert Anciaux          | 1992              | 1998            |
| Patrik Vankrunkelsven | 1998              | 2000            |
| Geert Bourgeois       | 2000              | 2001            |
| Fons Borginon         | 2001              | 2001            |

## Wahlergebnisse
| Jahr | Wahl                                             | Stimmenanteil | Sitze    |
| ---- | ------------------------------------------------ | ------------- | -------- |
| 1954 | Parlamentswahl 1954                              | 2,2 %         | 1/212 1  |
| 1958 | Parlamentswahl 1958                              | 2,0 %         | 1/212    |
| 1961 | Parlamentswahl 1961                              | 3,1 %         | 5/212    |
| 1965 | Parlamentswahl 1965                              | 6,7 %         | 12/212   |
| 1968 | Parlamentswahl 1968                              | 9,8 %         | 20/212   |
| 1971 | Parlamentswahl 1971                              | 11,1 %        | 21/212   |
| 1974 | Parlamentswahl 1974                              | 10,0 %        | 22/212   |
| 1977 | Parlamentswahl 1977                              | 10,0 %        | 20/212   |
| 1978 | Parlamentswahl 1978                              | 7,0 %         | 14/212   |
| 1979 | Europawahl 1979                                  | 6,0 %         | 1/24     |
| 1981 | Parlamentswahl 1981                              | 9,8 %         | 20/212   |
| 1984 | Europawahl 1984                                  | 8,5 %         | 2/24     |
| 1985 | Parlamentswahl 1985                              | 7,9 %         | 16/212   |
| 1987 | Parlamentswahl 1987                              | 8,1 %         | 16/212   |
| 1989 | Wahl des Rats der Region Brüssel-Hauptstadt 1989 | 2,1 %         | 1/75     |
| 1989 | Europawahl 1989                                  | 5,4 %         | 1/24     |
| 1991 | Parlamentswahl 1991                              | 5,9 %         | 10/212   |
| 1994 | Europawahl 1994                                  | 4,4 %         | 1/25     |
| 1995 | Parlamentswahl 1995                              | 4,7 %         | 5/150    |
| 1995 | Wahl des Rats der Region Brüssel-Hauptstadt 1995 | 1,4 %         | 1/75     |
| 1995 | Flämische Parlamentswahl 1995                    | 9,0 %         | 9/124    |
| 1999 | Parlamentswahl 1999                              | 5,6 %         | 8/150 2  |
| 1999 | Wahl des Rats der Region Brüssel-Hauptstadt 1999 | 3,2 %         | 1/75 3   |
| 1999 | Flämische Parlamentswahl 1999                    | 9,3 %         | 11/124 2 |
| 1999 | Europawahl 1999                                  | 7,6 %         | 2/25 2   |